# Lista över hästraser
Det här är en lista över hästraser, sorterad efter typ och namn. Se även Hästras och Häst.

## Varmblods- fullblods- och halvblodshästar
Se även: Varmblodshäst, Halvblodshäst och Fullblodshäst

### A–F
- Abacoberber
- Abstang
- Achaltekeer även Akhal-teké
- Afshari, se Kurdisk häst
- Alter-real

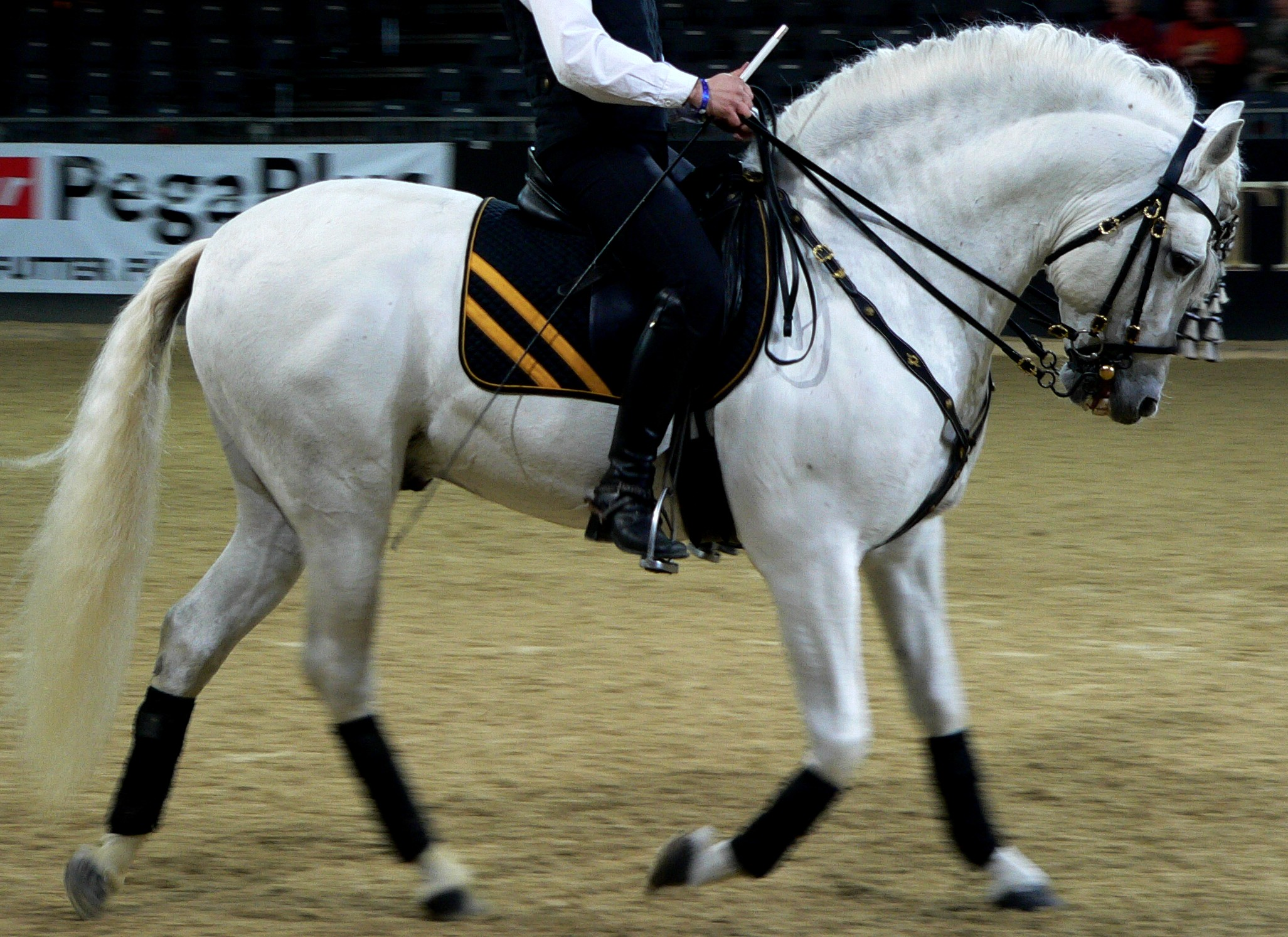
Andalusiern är en hästras från Spanien

- American cream även American Albino och American White
- American Indian Horse
- American Paint Horse även kallad Paint.
- American Quarter Horse, se Quarterhäst
- American saddlebred
- American spotted paso
- Amerikansk curlyhäst, även kallad American Bashkir
- Amerikansk travare även kallad Standardbred
- Amerikanskt varmblod
- Andalusier även kallad Pura Raza Espanola eller P.R.E
- Andravida, även kallad Grekisk häst, eller Ilia
- Angloarab
- Anglo-arabo-sardo, se Sardinsk häst
- Anglokabarda
- Anglo-karachai
- Anglo-Luso
- Appaloosa
- Arabiskt fullblod
- Arabo-Frieser
- Arabo-Haflinger
- Arappaloosa även Araloosa eller AraAppaloosa
- Argentinsk ranchhäst
- Argentinsk sporthäst, även Argentinskt varmblod eller Silla Argentina
- Astrakhanhäst, även kallad Kalmykhäst
- Australisk boskapshäst, även Australian Stock Horse
- Australisk vildhäst, se Brumby
- Australiskt varmblod
- Azteca eller Azteker
- Bagualeshäst
- Baixadeirohäst
- Baladihäst, även kallad Egyptisk häst
- Baluchihäst
- Bandiagarahäst
- Bankerhäst, även kallad Shacklefordhäst
- Basjkir även Bashkir eller Basjkir Curly
- Bayerskt varmblod
- Bengalisk häst
- Berberhäst
- Belgisk sporthäst
- Belgiskt varmblod
- Blazerhäst
- Boerhäst även Kaphäst
- Brandenburgare
- Brasiliansk sporthäst även Brasiliero de Hipismo eller Brasilianskt varmblod
- Brittisk appaloosa
- Brittisk sporthäst
- Brumby även kallad Australisk vildhäst
- Budjonni
- Calabrese
- Calvinia, även kallad Hantamhäst
- Camarillo white horse
- Campeiro
- Campolina
- Canadian cutting horse
- Canadian pacer
- Carolina marsh tacky
- Castillonhäst
- Catriahäst
- Certisino
- Cesky Teplokrevnik, se Tjeckiskt varmblod
- Charahäst
- Chernemor, se Tjernemor
- Cheval Demi sang du Centre, se Selle français
- Chickasawhäst
- Chilensk corralero, även kallad Chilensk häst
- Chumysh-häst, även Chmysh-häst
- Cleveland Bay
- Colonial spanish horse, även kallad Horse of the Americas
- Colorado ranger
- Costaricense Paso
- Costeñonhäst
- Country Saddle Horse, se Mountain pleasure horse
- Criollo
- Criollo Colombiano
- Criollo de Trote, eller cuban trotter, se Kubansk travare
- Cubano de Paso, se Kubansk pasohäst
- Çukurovahäst
- Cumberland Island-häst
- Cypriotisk häst
- Dahomanhäst
- Danskt varmblod
- Danubier även danubian och danube
- Darashouri
- Deliboz
- Desert Norman
- Djerma
- Donauhäst
- Dongolo
- Donhäst
- Egyptisk arab
- Egyptisk häst, se Baladihäst
- Einsiedler, även schweiziskt varmblod
- Engelskt fullblod
- eriskayaponny
- Finskt varmblod
- Fleuvehäst
- Florida cracker horse
- Fox Trotter, se Missouri fox trotter
- Franches-Montagnes, se Freiberger
- Fransk ridhäst, se Selle français
- Fransk travare, även Trotteur Francais
- Franskt halvblod, se Selle français
- Fredriksborgare
- Freiberger, även Franches-Montagnes och Jurahäst
- Friesisk sporthäst
- Furioso även Furioso-Northstar

### G–L
- Gelderländare
- Georgian Grande
- Ghazi Khani
- Gidran-arab
- Goklanhäst
- Golden american saddlebred
- Grekisk häst, se Andravida
- Groningen
- Hack Horse
- Hackneyhäst
- Half-Saddlebred
- Hannoveranare
- Hantamhäst, se Calvinia
- Heihehäst

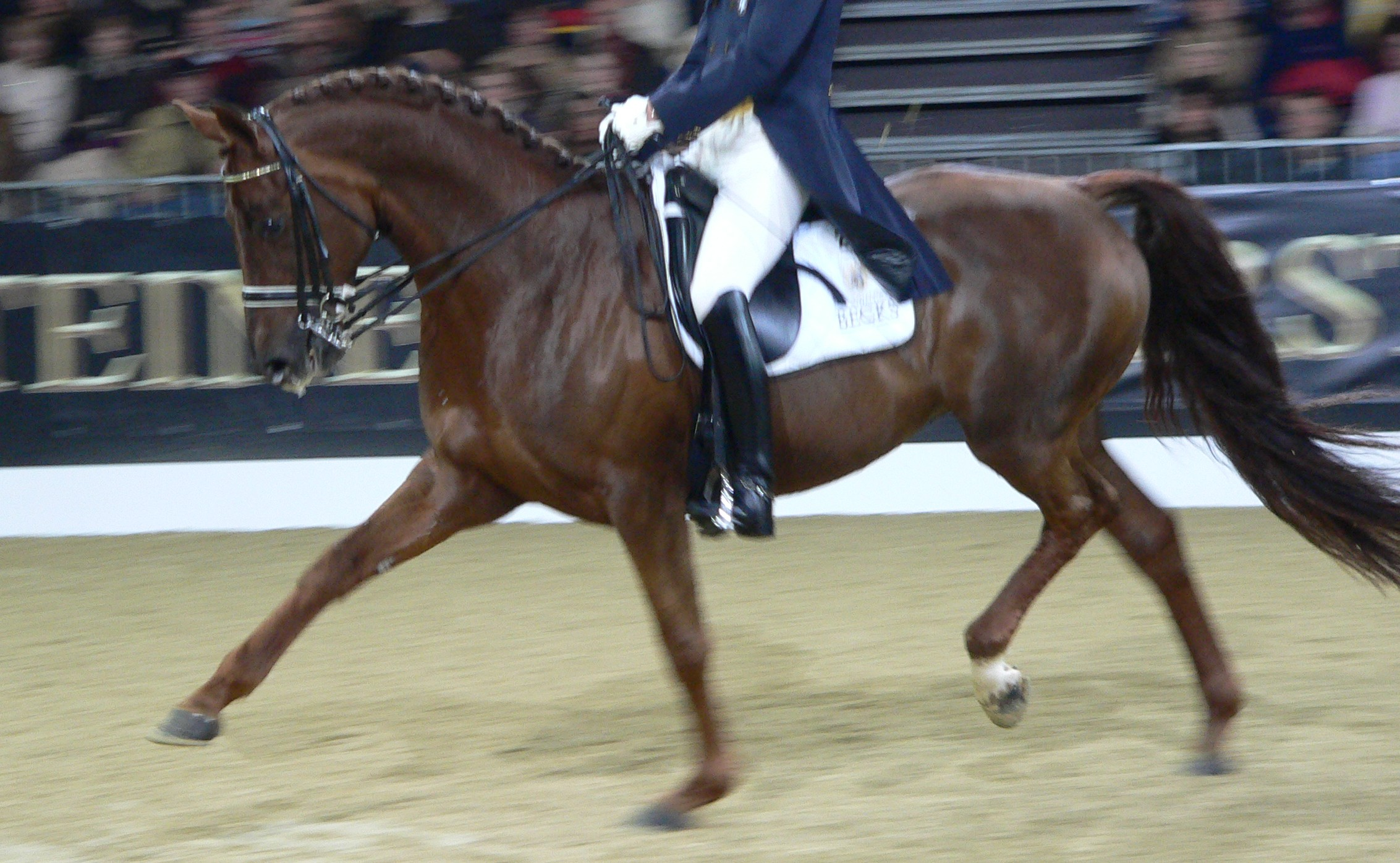
Dressyrhästen Romantic Boy, en klassisk tysk Hannoveranare när den används till det den avlats fram för - ridning

- Hensonhäst, även kallad Somme Bay-häst
- Hessenhäst
- Hirzaihäst
- Hispano-arab, även Spansk angloarab eller Tres sangres
- Holsteiner
- Holländsk körhäst
- Holländskt varmblod, även KWPN (Koninklijk Warmbloed Paard Nederland)
- Horse of the American, se Colonial spanish horse
- Hrvatski Posavac, se Kroatiskt varmblod
- Hungerian Dun
- Iberiskt varmblod, även Iberisk sporthäst
- Iliahäst, se Andravida
- Indiskt halvblod
- International striped horse
- Irish draught, även Irish Draft
- Irländsk sporthäst
- Israelisk häst
- Italiensk ridhäst, se Sella italiano
- Italiensk travare, även Trottatore Italiano
- Jafhäst, se Kurdisk häst
- Jielinhäst
- Jomudhäst
- Jurahäst, se Freiberger
- Kabardin
- Kalmyk, se Astrakhanhäst
- Kanadensisk häst
- Kanadensiskt varmblod
- Kaphäst, se Boerhäst
- Karabaghhäst, även Karabakh
- Karabair
- Kartusianer häst
- Kathiawari
- Kentucky Mountain Saddle Horse
- Kigermustang
- Kinskyhäst
- Kisber felver, även kallad Ungerskt halvblod
- Kladrubhäst
- Knabstrup
- Kondudohäst
- Kroatiskt varmblod eller Hrvatski Posavac
- Kubansk travare, även Cuban Trotter och Criollo de Trote
- Kubansk pasohäst, även Cubano de Paso
- Kubansk pinto, även Pinto Cubano
- Kurdisk häst, även Jafhäst, Afshari och Sanjabi
- Kushumhäst
- Kustanair
- Kuznetskhäst
- KWPN, se Holländskt varmblod
- Lakota, se Nokotahäst
- Lavradeirohäst
- Lettiskt varmblod, även Lettisk ridhäst, lettisk vagnshäst och lettisk draghäst
- Leutstettenhäst även Sárvárhäst
- Lipizzaner
- Lippitt Morgan
- Liptako, se Mossihäst
- Ljutomertravare, se Slovensk travare
- Llanerohäst, även kallad Venezuelisk Criollo
- Lokai
- Lusitano

### M–R
- Malapolski
- Mallorquiner, även Mallorcahäst
- Mangalarga marchador
- Mangalarga Paulista
- Marajoarahäst
- Marwarihäst
- Maremma, även Maremmana
- Marquesashäst
- Mecklenburgare
- Megrelisk häst
- Menorquiner, även Menorcahäst
- Metistravare, se Rysk travare
- Mezenhäst
- Mezohegyes sporthäst
- Mimoseano, se Pantaneirohäst
- Missouri fox trotter
- Montana Travler
- Morab
- Morganhäst
- Morocco spotted horse
- Mossihäst, även Yagha och Liptako
- Mountain pleasure horse
- Moylehäst
- Murgese
- Mustang
- Nambuhäst
- Namibisk vildhäst
- National show horse
- Nez Perce Horse
- Nokotahäst, även Lakotahäst
- Nonius
- Nordestinohäst
- Nova khirgiz, även Novokirgiz
- Oldenburgare
- Orlov-Rostopchin, se Rysk ridhäst
- Orlovtravare
- Pahlavanhäst

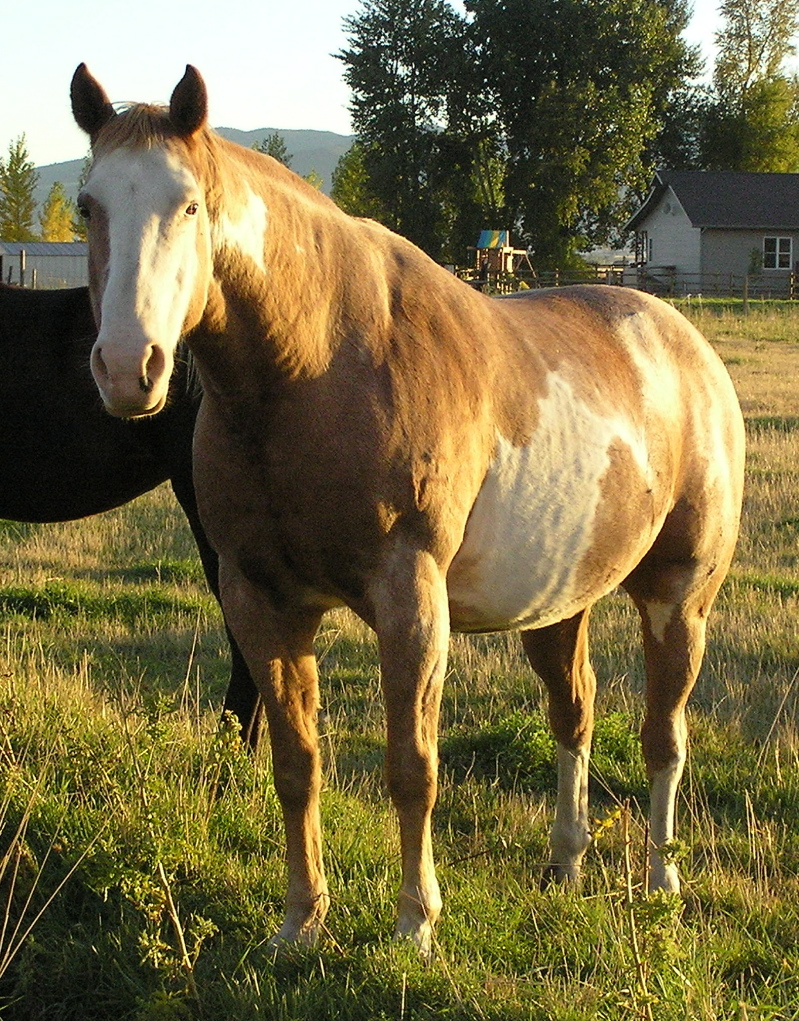
Den amerikanska hästrasen Paint, en hästras som främst avlas för sin färg

- Paint, även American Paint, Painthorse
- Palomino
- Pampashäst
- Pantaneirohäst, även Mimoseano, Pantaneiro Criollo
- Paso Fino
- Patibarcina
- Pentrohäst
- Persano, se Salernohäst
- Persisk arab
- Peruansk pasohäst
- Pintabian
- Pinto Cubano, se Kubansk pinto
- Plevenhäst
- Pura Raza Española, se även Andalusier
- Purosangue Orientale
- Quarab
- Quarterhäst, även American Quarter Horse
- Quatganihäst
- Qubahäst
- Rackhäst, även Single Foot Horse
- Retuertahäst
- Rhenländare
- Rocky mountain horse
- Rysk ridhäst, även Orlov-Rostopchin
- Rysk travare, även Metistravare

### S–Ö
- Sachsiskt-Thürinskt varmblod
- Saddlebred, se American saddlebred
- Sanhehäst

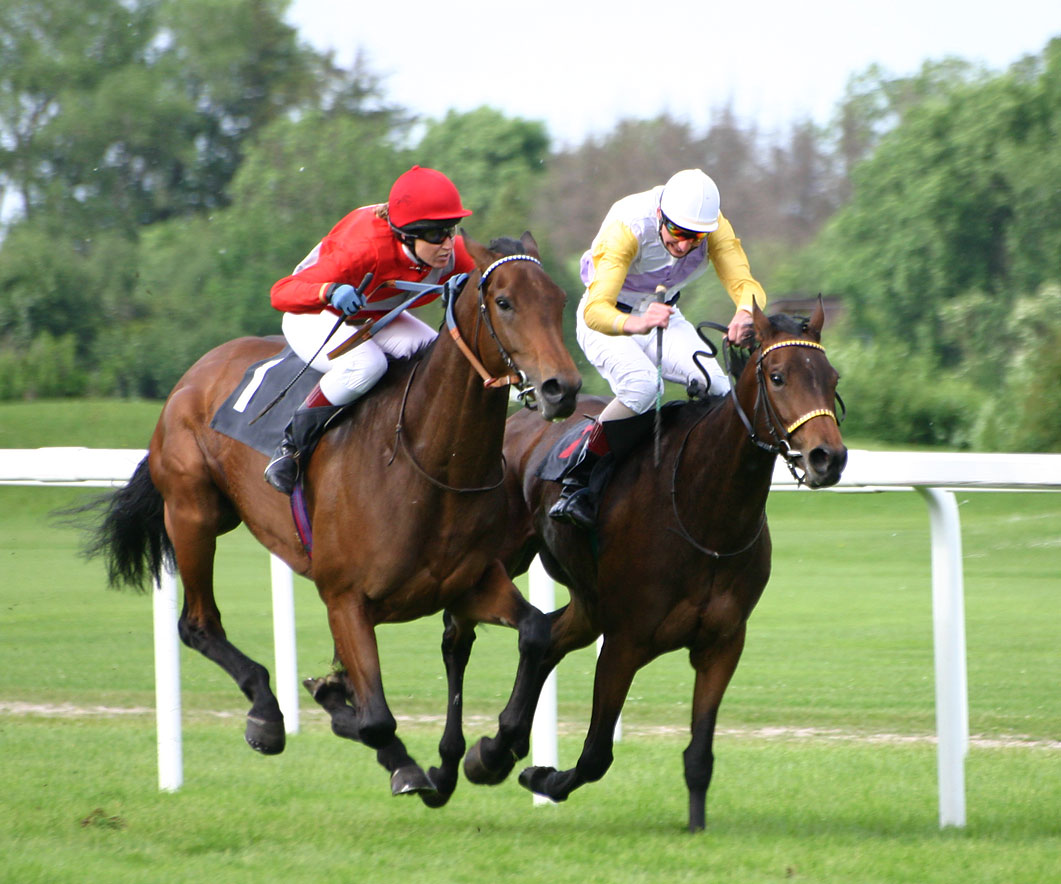
Det engelska fullblodet är en hästras som utvecklats specifikt för galoppsport och räknas som världens snabbaste hästras.

- Salernohäst, även Persano eller Salernitano
- San fratello
- Sanjabi, se Kurdisk häst
- Sardinsk häst, även Anglo-arabo-sardo eller Sardinsk angloarab
- Sarvarhäst, se Leutstettenhäst
- Shacklefordhäst, se Bankerhäst
- Schweiziskt varmblod, se Einsiedler
- Sella italiano, även Italiensk ridhäst
- Selle francais, även Fransk ridhäst
- Shaleshäst
- Shagya-arab
- Siciliano Indigeno
- Silesisk häst
- Silla Argentina, se Argentinsk sporthäst
- Single Foot Horse, se Rackhäst
- Slovakiskt varmblod, även Slovensky Teplokrevnik eller Sloveniskt varmblod
- Slovensk travare
- Somme Bay-häst, se Hensonhäst
- Spansk Angloarab, se Hispano-arab
- Spansk Jennethäst, även spansk-amerikansk Jennet
- Spansk mustang
- Spansk-normandisk häst
- Spotted saddle horse
- Standardbred, se Amerikansk travare
- Stonewall Sport Horse, se Sugarbush Draft
- Sudanesisk häst
- Sydafrikanskt varmblod
- Syrisk häst, även Syrisk arab
- Svenskt varmblod, även Svenskt halvblod
- Tawleed
- Tcheneran
- Tennessee walking horse
- Tennuvian
- Tersk
- Tigerhäst
- Tjeckiskt varmblod, även Cesky Teplokrevnik eller Tjeckoslovakiskt varmblod
- Tjernemor, även Chernemor
- Tolfetano
- Torihäst, även Toric
- Trakehnare
- Tres Sangre, se Hispano-arab
- Trocha Pura Colombiana, även Trochador
- Trottatore Italiano, se Italiensk travare
- Trotteur Francais, se Fransk travare
- Tuigpaard, se Holländsk körhäst
- Ukrainsk ridhäst
- Ungersk black häst, se Hungerian Dun
- Ungerskt halvblod, se Kisber felver
- Ungerskt varmblod
- Unmolhäst
- Uzunyayla
- Venezuelisk Criollo, se Llanerohäst
- Ventassohäst
- Vlaamperd
- Voronezh-häst
- Walkaloosa
- Warlanderhäst
- Welsh av halvblodstyp, även Welsh Part-bred
- Westfalisk häst
- Wielkopolski
- Württembergare
- Wyomisk vildhäst
- Yagha, se Mossihäst
- Yemeni
- Yeniseihäst
- Zweibrücker
- Östbulgarisk häst
- Österrikiskt varmblod

## Kallblodshästar
Se även Kallblodshäst, Arbetshäst och Körhäst.

### A–M
- American cream draft
- Ardahan, se Malakinhäst
- Araboulonnais
- Ardenner, även Ardennais

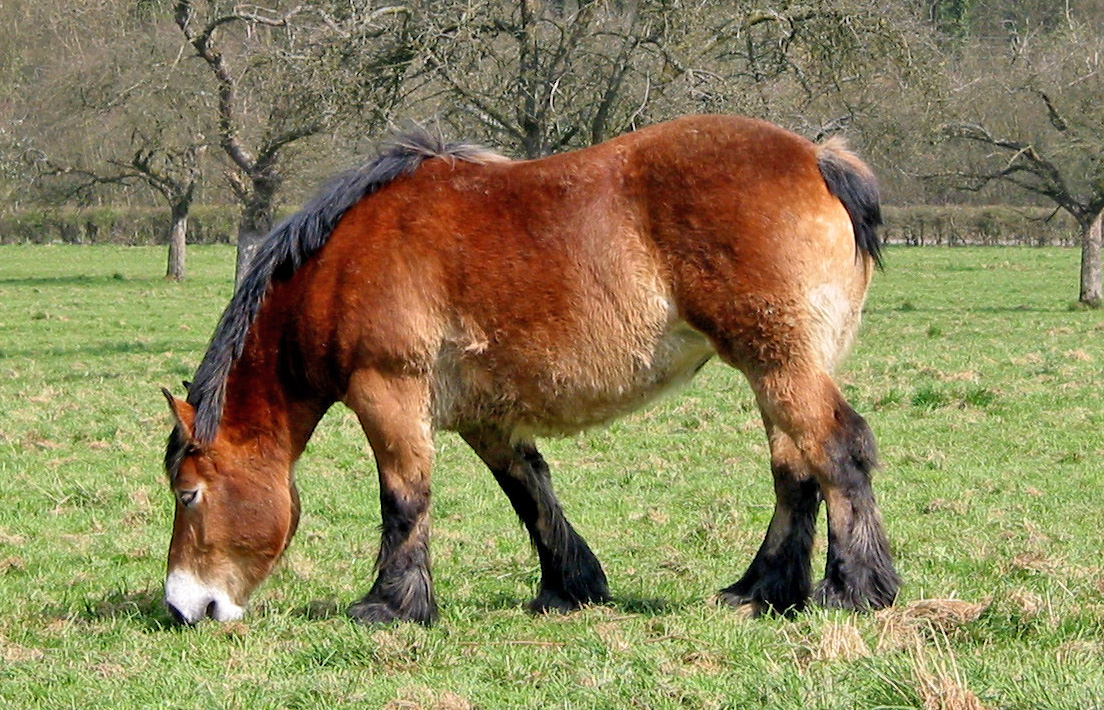
Ardennern är en av de vanligaste kallblodshästarna i världen och ger ett riktigt intryck av styrka

- Australian Draught, även Australiskt kallblod
- Auvergnehäst, även Cheval d'Auvergne
- Auxois
- Baneihäst
- Basjkir, även kallad Rysk Basjkir
- Baskisk bergshäst
- Belgisk ardenner
- Boulognesare
- Brabanthäst, även Belgiskt kallblod och Belgisk draghäst
- Bretagnare, även Breton och Cheval de Corlay
- Bucovina, se Rumänskt kallblod
- Burguetehäst
- Burgundiskt kallblod
- Cheval d’Auvergne, se Auvergnehäst
- Cheval de Corlay, se Bretagnare
- Clydesdale
- Comtoishäst
- Drumhorse
- Dölehäst, även Gudbrandsdal
- Estnisk häst även Klepper eller Estonian Native
- Estniskt kallblod, även kallad Eston-Arden
- Finskt kallblod även Finsk häst eller Finnhäst
- Frieserhäst
- Fjordhäst, även Norsk fjordhäst och Fjording
- Fransk ardenner
- Gudbrandsdal, se Dölehäst
- Gypsy Vanner, se Tinker
- Holländskt kallblod
- Hrvatski hladnokrvnjak, se Kroatiskt kallblod
- Islandshäst
- Irish Cob, se Tinker
- Italienskt kallblod
- Jugoslaviskt kallblod, även Kroatiskt kallblod eller Hrvatski Hladnokrvnjak
- Jutsk häst, även Jysk häst eller Jutskt kallblod
- Klepper, se Estnisk häst
- Kroatiskt kallblod, även Hrvatski hladnokrvnjak
- Litauiskt kallblod
- Magyar Hidegveru, se Ungerskt kallblod
- Malakinhäst, även kallad Ardahan
- Mulassier, se Poitevin
- Murakozer

### N–Ö

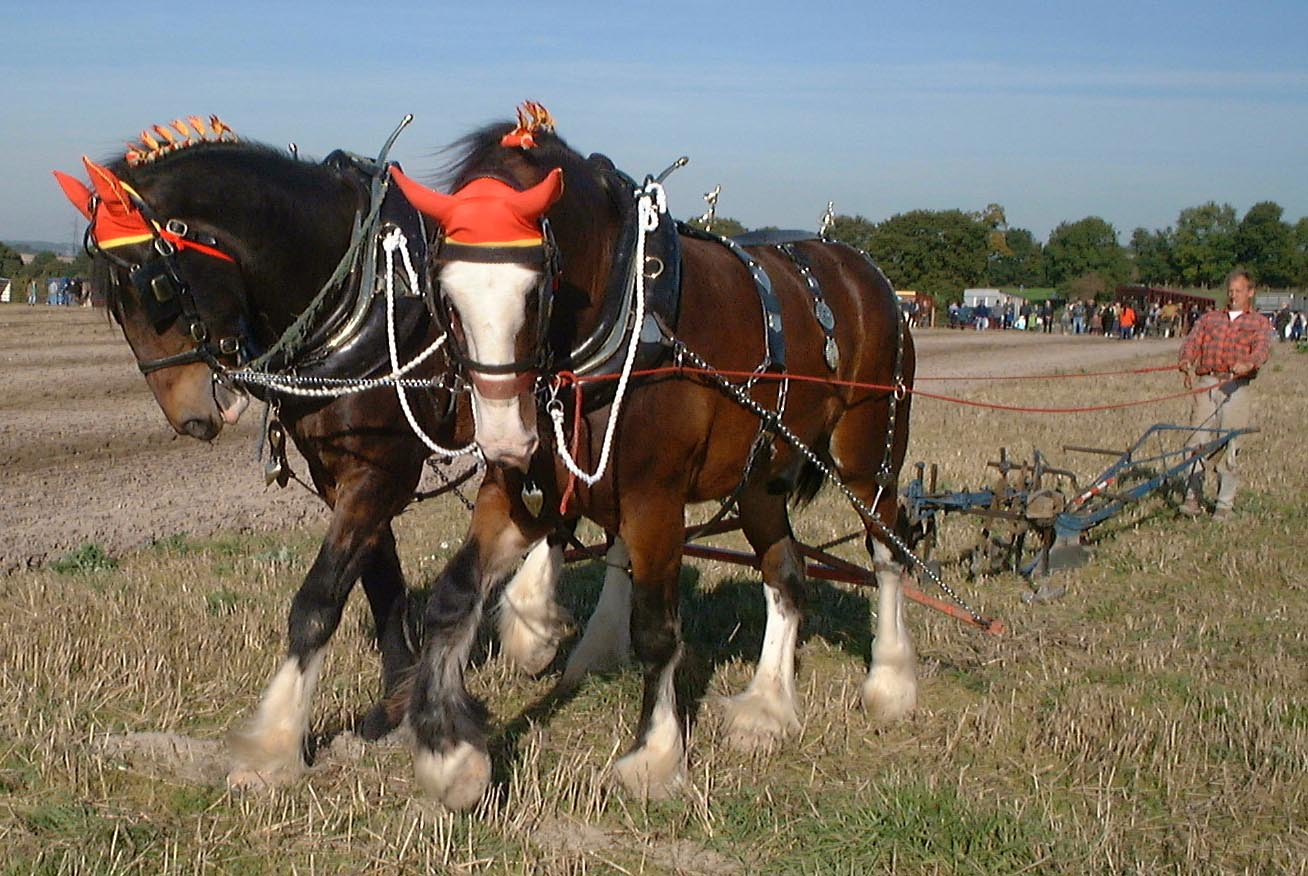
Två Shirehästar som plöjer

- Noriker, även Pinzgauer, Oberlander eller Sydtyskt kallblod
- Normandisk cob
- Nordsvensk brukshäst, även Nordsvensk häst och Nordsvensk travare
- Norsk fjordhäst, se Fjordhäst
- Oberlander, se Noriker
- Ostlandshäst, se Dölehäst
- Percheron
- Pinkafeld, se Ungerskt kallblod
- Pinzgauer, se Noriker
- Poitevin, även Mulassier
- Rhenländskt kallblod
- Rumänskt kallblod, även kallad Bucovina
- Ryskt kallblod
- Sachsiskt-Thürinskt kallblod
- Schleswiger
- Schwarzwaldhäst
- Shirehäst
- Sokolsky
- Suffolk Punch
- Sugarbush Draft, även Stonewall Sporthorse
- Svensk ardenner
- Sydtyskt kallblod, se Noriker
- Tinker även Irish Cob, Gypsy Vanner, Irish gypsy horse och Irish Tinker.
- Tjeckiskt kallblod
- Trait du Nord
- Ungerskt kallblod, även kallat Magyar Hidegveru
- Vitryskt kallblod
- Vladimirhäst

## Ponnyraser och miniatyrhästar

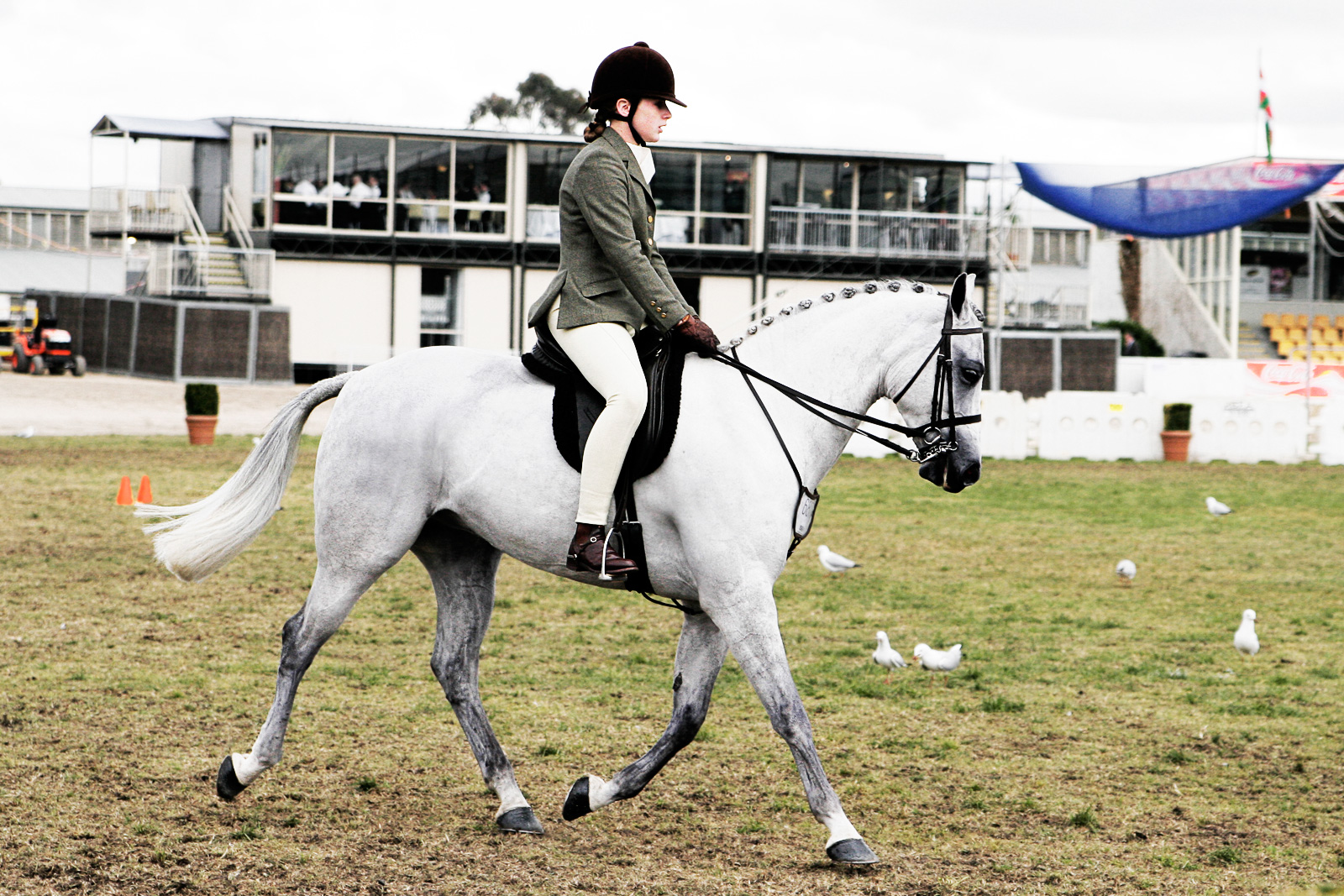
Den Australiska ponnyn är ädel och atletisk och framavlad specifikt för tävlande barn och ungdomar.

Se även: Ponny och Miniatyrhäst

### A–E
- Abyssinier, även Gala eller Etiopisk ponny
- Achetta, se Sardinsk ponny
- Adaev, se Kazakponny
- Aegidienberger
- Albansk ponny
- Altaiponny
- Amerikansk miniatyrhäst
- Amerikansk ponny, även Pony of America eller PAO
- Amerikansk shetlandsponny
- Amerikansk sportponny, även kallad American Sport Pony
- American walking ponny
- Anadoluponny
- Andisk ponny
- Arenbergponny även Nordkirchenerponny
- Argentinsk modeponny, se Bergmannhäst
- Argentinsk poloponny
- Ariégeoisponny även Mérensponny
- Arravani
- Asiatisk vildhäst, se Przewalski
- Asseteagueponny, se Chincoteagueponny
- Asturconponny, även kallad Asturisk ponny
- Australisk ponny
- Australisk ridponny
- Avelignese
- Azorisk ponny
- Baguioponny
- Bajauponny
- Bajkalponny
- Balearisk ponny
- Balikunponny
- Balinesisk ponny
- Bardigiano
- Barthaisponny
- Basjkir
- Baskisk ponny, se Pottok
- Basutoponny, även Basotho, eller Lesothoponny
- Batakponny
- Belgisk ridponny
- Bergmannhäst, även kallad Argentinsk modeponny
- Bhirumponny
- Bhutiaponny
- Boboponny, även Bobobi
- Boerponny
- Boliviansk ponny, även kallad Sunichoponny
- Borneoponny
- Boseponny
- Bosnisk ponny
- Brasiliansk ponny
- British spotted pony
- Brittisk ridponny
- Bulgarisk ponny, även undertyperna Deli-Orman, Dolny-Iskar, Rila Mountain och Stara Planina
- Buohaiponny
- Burmesisk ponny även Shanponny
- Buryatponny
- Camarguehäst
- Canadian rustic pony
- Canik
- Cayuseponny
- Chahouponny
- Chaidamuponny
- Chakouyiponny
- Chalosseponny
- Chamurtiponny, se Spitiponny
- Chejuponny
- Chilkowponny
- Chiloteponny
- Chincoteagueponny även Asseteagueponny
- Choctawponny
- Chyantaponny
- Cumbivilcasponny
- Coffin Bayponny
- Connemaraponny
- Corajoso
- Dales
- Danube deltaponny
- Dansk sportponny
- Darfurponny, se Sudansk ponny
- Dartmoorponny
- Datongponny
- Deli-Orman, se Bulgarisk ponny
- Deliponny
- Deutsches Classic Pony, se Tysk shetlandsponny
- Deutsches Reitpony, se Tysk ridponny
- Dolny-Iskar, se Bulgarisk ponny
- Dosanko, se Hokkaidoponny
- Dülmenponny
- Dzabh, se Kazakponny
- Ege Midillisi, se Mytileneponny
- Elisponny, se Peneiaponny
- Eriskayponny
- Erlunchunponny
- Esperiaponny
- Estnisk buskponny, se Ölandshäst
- Etiopisk ponny, se Abyssinier
- Exmoorponny

### F–K
- Falabella
- Fjordhäst
- Fell

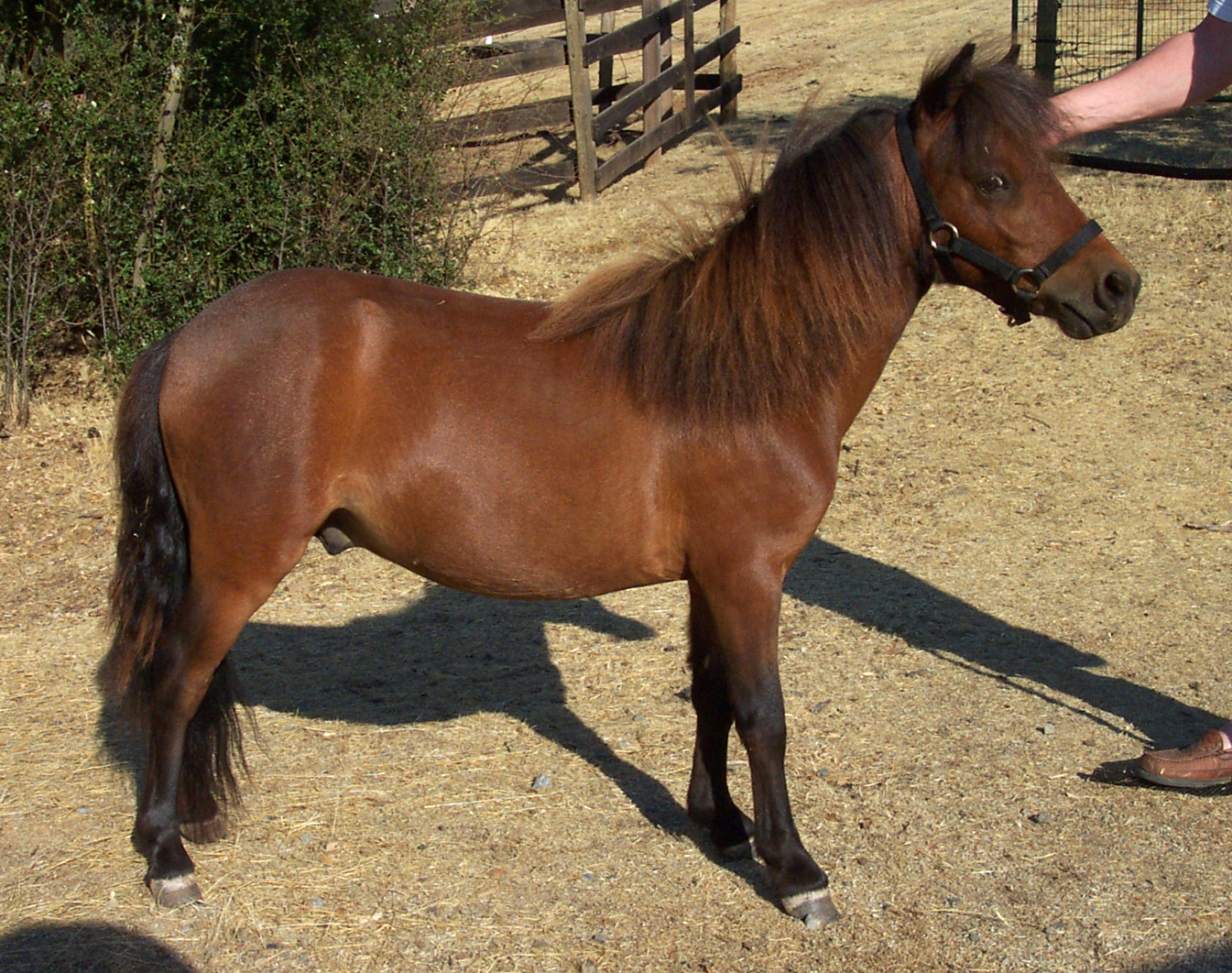
Falabellan är ett utmärkt exempel på en miniatyrhäst, en stor häst i ett litet format.

- Feral Ponies of Virginia, se Greyson Highlands Pony
- Floresponny
- Foutahäst
- Fransk ridponny, även French Saddle Pony och Poney Francais de Selle
- Färöponny
- Gala, se Abyssinier
- Galiceñoponny
- Galicisk ponny, även P.R.G eller Pura Raza Galega
- Garrano
- Gayoeponny, även kallad Kuda-Gayoe
- Gharkawi, se Sudansk ponny
- Giarab
- Giaraponny
- Gotlandsruss
- Grekisk ponny, se Skyrosponny
- Greyson Highlands Pony även Feral Ponies of Virginia och Mount Rogers Pony
- Guangxiponny, även kallad Jianchangponny
- Guanzhongponny
- Guizhouponny
- Hackneyponny
- Haflinger
- Heilongkiang
- Hequponny
- Highlandponny
- Hinisponny
- Hmonghäst
- Hokkaidoponny, även kallad Dosanko
- Holländsk miniatyrhäst
- Holländsk ridponny
- Hucul, även Karpatisk ponny
- Indisk ponny
- Islandshäst
- Javaponny, även kallad Kumingan
- Jianchangponny, se Guangxiponny,
- Jinhongponny
- Jinzhouponny
- Kagoshimaponny, även kallad Tokaraponny och Miyazaki
- Kaimanawaponny
- Kamerunponny, se Kirdiponny
- Kandachimeponny
- Karakachanponny
- Karpatisk ponny, se Hucul
- Kaspisk häst
- Kaukasisk ponny, även Megrelponny och Mingrelisk ponny
- Kazakponny, även Adaev och Dzabh
- Ke-Er-Qin
- Kerry Bogponny
- Kinesisk guoxia
- Kirdiponny, även Kamerunponny, Lakka, Logone, eller Mbai
- Kisoponny
- Konik
- Kordofani, se Sudansk ponny
- Korsikansk ponny
- Kotokoliponny, se Togaponny
- Kuda-Gayoe, se Gayoeponny
- Kuda Padiponny
- Kumingan, se Javaponny
- Kyrgyzponny

### L–Q
- Lac La Croix Indian Pony
- Lakka, Logone, se Kirdiponny
- Landaisponny
- Lehmkuhlenerponny
- Lesotho, se Basutoponny
- Lewitzer
- Lichuanponny
- Liebenthalerponny
- Lijiangponny
- Lombokponny, även kallad Macassar
- Losinoponny
- Lundyponny
- Maah Glab, se Thaiponny
- Macassar, se Lombakponny
- Manipurihäst
- Mbai, se Kirdiponny
- M'Bayarponny
- Megrelponny, se Kaukasisk ponny
- Merak Sakten Pata
- Mérensponny, se Ariégeoisponny
- Messaraponny
- Miniatyrhäst
- Minusinponny
- Misakiponny
- Miyakoponny
- Miyazaki, se Kagoshimaponny
- Modeponny, se Bergmannhäst
- Mogodponny, se Tunisisk ponny
- Mongolisk ponny
- Mongolisk vildhäst, se Przewalski
- Monterufoliponny
- Morochucoponny

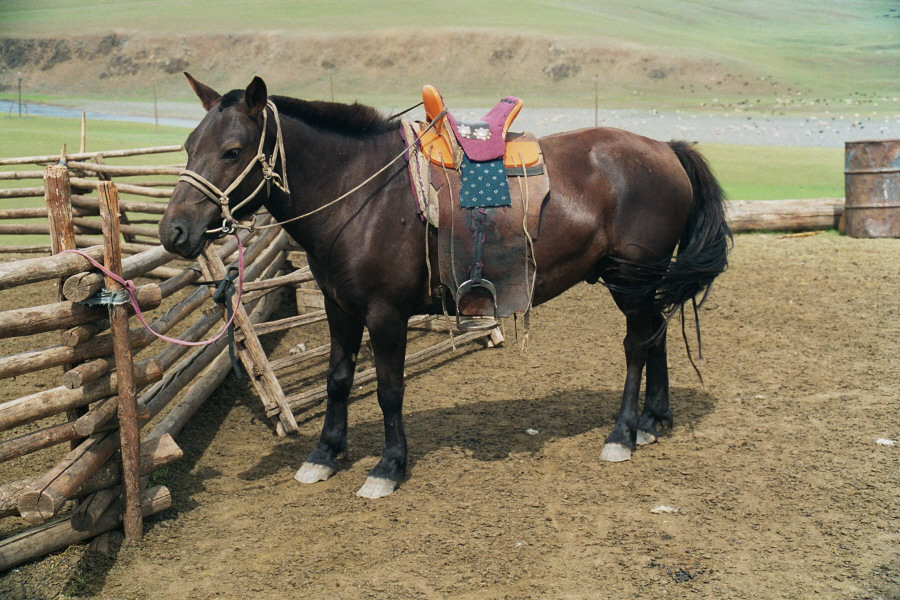
Den mongoliska ponnyn är ett exempel på en primitiv ras som avlats utan korsningar med andra hästar i många hundra år.

- Mount Rogers Pony, se Greyson Highlands Pony
- Mytileneponny, även kallad Ege Midillisi
- Nangchenponny
- Narymponny
- Navarraponny
- Nederländsk appaloosaponny
- New Forest-ponny
- Newfoundlandponny
- Nigeriansk häst
- Nomaponny
- Nooitgedachter
- Nordkirchener, se Arenbergponny
- Nordlandshäst
- Obponny, även Priob-ponny
- Padangponny
- Panjeponny, även kallad Panjeskaya
- Pechoraponny
- Peneiaponny, även kallad Pinia, Panela och Elisponny
- Pentroponny
- Perianganponny
- Petiso Argentino
- Pindos, även kallad Thessalisk ponny
- Piquiraponny
- Polesisk ponny
- Poloponny
- Poney Francais de Selle, se Fransk ridponny
- Pony Mousseye
- Pony of Americas, se Amerikansk ponny
- Pottok, även Baskisk ponny
- Priob-ponny, se Obponny
- Przewalski även Przevalskijs häst och Mongolisk eller asiatisk vildhäst
- Pura Raza Galega, se Galicisk ponny
- Purucaponny
- Quarter Pony

### R–Ö
- Rahvan
- Rajshahiponny
- Rila Mountain, se Bulgarisk ponny
- Riwocheponny
- Sable Islandponny
- Samolacoponny
- Sandalwoodponny
- Sandanponny
- Sanheponny
- Sardinsk ponny, även Achetta
- Shanponny, se Burmesisk ponny
- Shetlandsponny
- Siamesisk ponny, se Thaiponny
- Siniponny
- Skyrosponny
- Slovakisk ridponny
- Somalisk ponny
- Sorraia
- Spitiponny, även Chamurtiponny
- Sri Lankaponny
- Stara Planina, se Bulgarisk ponny

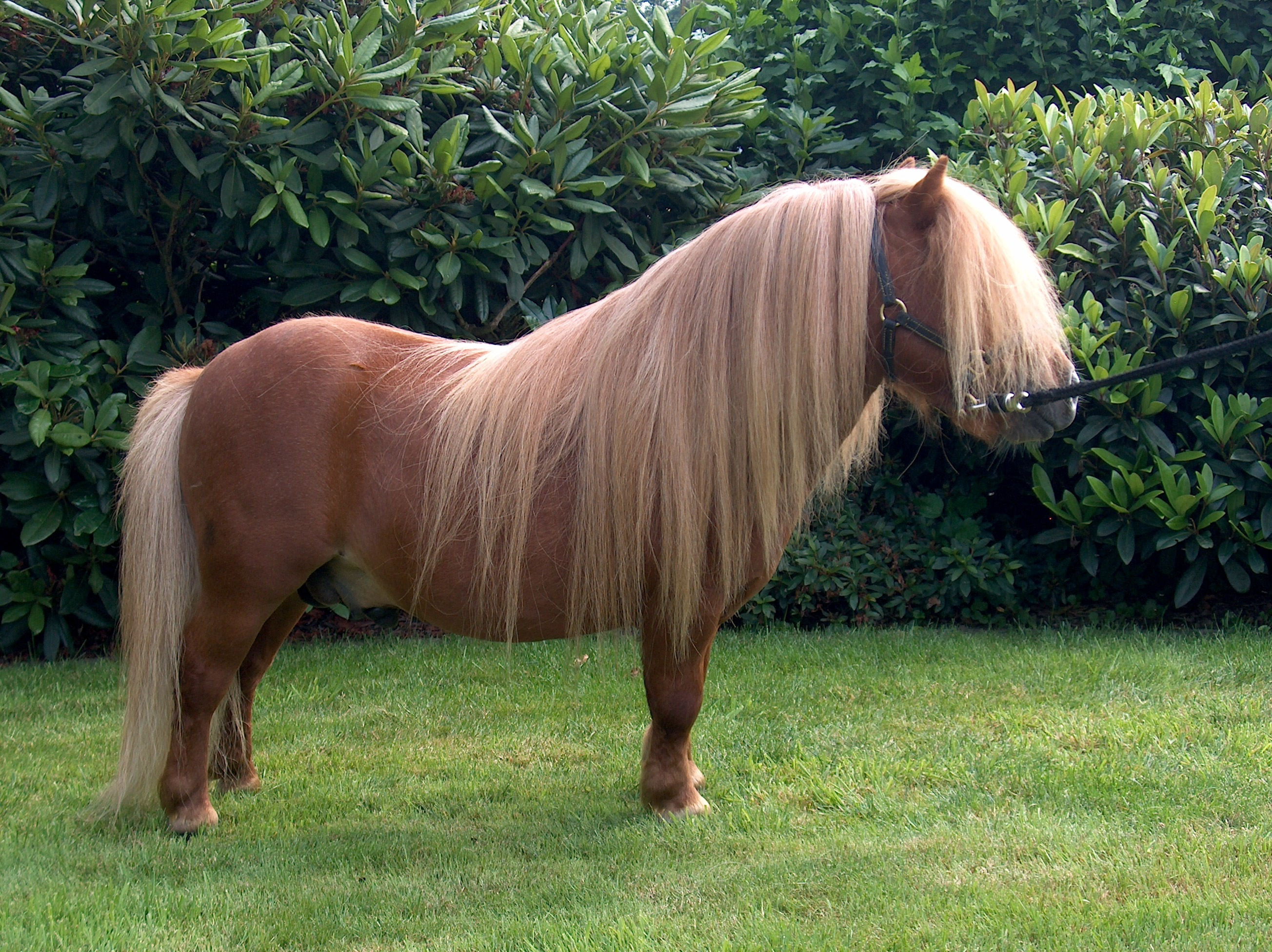
Shetlandsponnyer har en väldigt typisk ponnykaraktär.

- Sudansk ponny, även kallad Darfurponny, Gharkawi och Kordofani
- Sulawesiponny
- Sumba och sumbawaponny
- Sunichoponny, se Boliviansk ponny
- Svensk ridponny
- Sydafrikansk miniatyrhäst
- Syrisk häst
- Taishuponny
- Tavdaponny
- Thaiponny, även Siamesisk ponny och Maah Glab
- Thessalisk ponny, se Pindos
- Tibetansk ponny
- Timorponny
- Tjeckoslovakisk ridponny
- Togaponny, även kallad Kotokoli
- Tokaraponny, se Kagoshimaponny
- Trakyaponny
- Tunisisk ponny, även kallad Mogodponny
- Tushinponny
- Tuvaponny
- Tysk ridponny, även kallad Deutches Reitpony eller Weser-Ems
- Tysk shetlandsponny, även kallad Deutches Classic Pony
- Viatka, även kallad Vyatka
- Virginia Highlander
- Welara
- Welsh mountain även Welsh sektion A
- Welshponny även Welsh kategori B
- Welshponny av Cobtyp, även Welsh kategori C
- Welsh cob även Welsh kategori D
- Weser-Ems, se Tysk ridponny
- Xinanponny
- Xylingolponny
- Yabouponny
- Yakutponny
- Yanqiponny
- Yiliponny
- Yonaguniponny
- Yunnanponny
- Yururiponny
- Yutaponny
- Zaniskariponny
- Zemaituka, även Zhumd eller Zhemaichu
- Ölandshäst
- Öselponny

## Utdöda raser och typer

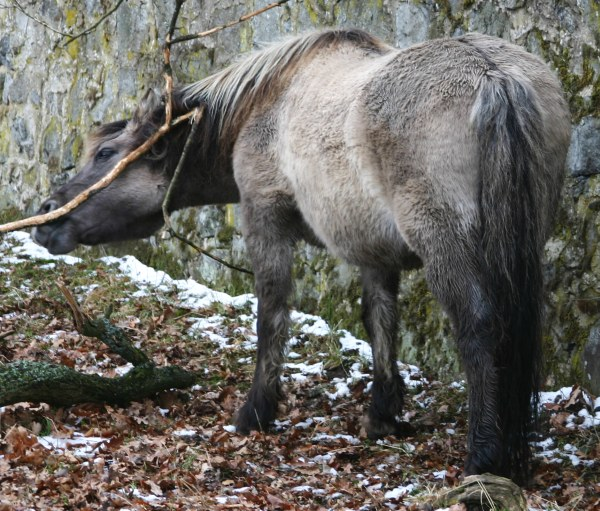
En ny framavlad version av den utdöda Tarpanen i en djurpark

### Förhistoriska och Antikens hästar
- Bidethäst
- Ferghanahäst
- Niceahäst
- Skogshäst
- Tarpan
- Tatarisk ponny
- Tundrahäst
- Yukonhäst

### Medeltidens hästar
- Courserhäst
- Destrierhäst
- Kastiliansk häst
- Palfreyhäst
- Rounceyhäst
- Spansk häst
- Spansk Jennet

### Nordiska lantraser
- Dalsbohäst
- Färsingehäst
- Hammerdaling
- Jämthäst
- Klippare (häst)
- Levenehäst
- Lofothäst
- Norrländsk fjällbygdshäst
- Svensk lanthäst
- Värmlandshäst
- Ölandshäst

### Kolonitiderna/Renässans/Barock
- Chapmanhäst
- Conestogahäst
- Devonshire Pack Horse
- Erlenbach-häst
- Gallowayponny
- Irish hobby
- Lincolnshire Fen
- Narragansett Pacer
- Neapolitansk häst
- Norfolktravare
- Old English Black
- Sommierhäst
- St Lawrence-häst
- Welsh Cart Horse
- Yorkshire Coach Horse

### Modern tid
- Amurponny
- Anglonormandisk häst
- Banathäst
- Bityughäst
- Charollaishäst
- Clay trotting horse
- Emscherbrücherhäst
- Hebridponny, även kallad Barraponny
- Karacabeyhäst
- Limousinhäst
- Masurenhäst
- Sydafrikansk ponny, även kallad Namaquaponny
- Pozanhäst
- Rottalerhäst
- Sennerhäst
- Streletskarab
- Turkmensk häst
- Waler
- Östfrisisk häst

## Förhistoriska och primitiva hästar
Se även: Hästens evolution och Hästens historia

### Förhistoriska hästtyper
- Eohippus
- Orohippus
- Epihippus
- Mesohippus
- Miohippus
- Merychippus
- Parahippus
- Megahippus
- Pliohippus

### Primitiva raser
- Przewalski
- Skogshäst
- Tarpan
- Tatarisk ponny
- Tundrahäst

## Typer

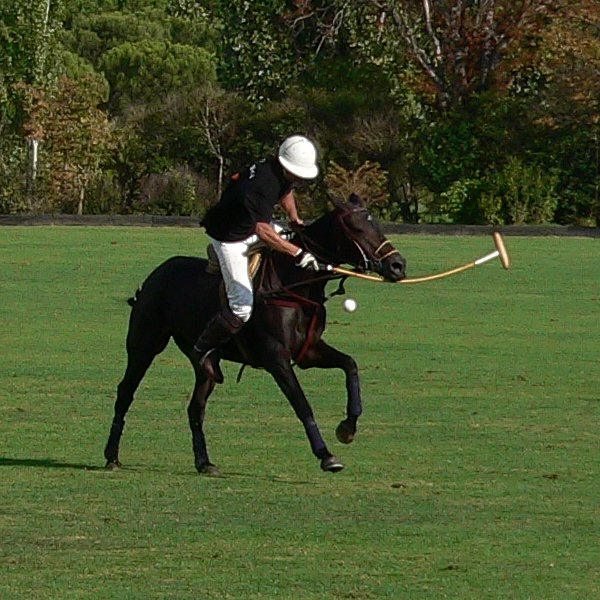
Poloponnyn är en hästyp som avlas fram med stor noggrannhet

### Blodstyper
- Varmblodshäst
- Kallblodshäst
- Fullblodshäst
- Halvblodshäst
- Ponny

### Sporttyper
- Cob
- Dressyrhäst
- Galopphäst
- Hopphäst
- Hunterhäst
- Poloponny
- Ridponny
- Travhäst
- Vagnshäst

### Arbets- och nytto-typer
- Arbetshäst
- Hack Horse, även Hacker
- Körhäst
- Lanthäst
- Nummerhäst
- Parhästar
- Polishäst
- Remont
- Windsor Grey

### Färgtyper
- American cream
- Arappaloosa
- Camarillo white horse
- Golden american saddlebred
- Hungarian Dun
- International striped horse
- Morocco spotted horse
- Palomino
- Pintabian
- Pinto
- Spotted saddle horse
- Tigerhäst

### Övriga typer
- Indianska hästar
- Vildhäst
- Förvildade hästar